# 22e division d'infanterie (Allemagne)
Pour les articles homonymes, voir 22e division.
La  22e division d'infanterie (en allemand : 22. Infanterie-Division), qui prendra les noms de 22. Infanterie-Division (L. L. motorisiert trop.) puis 22. Volks-Grenadier-Division, est une des divisions d'infanterie de l'armée allemande (Wehrmacht) durant la Seconde Guerre mondiale.

## Historique
Cette division est créée le 15 octobre 1935 à Brême.

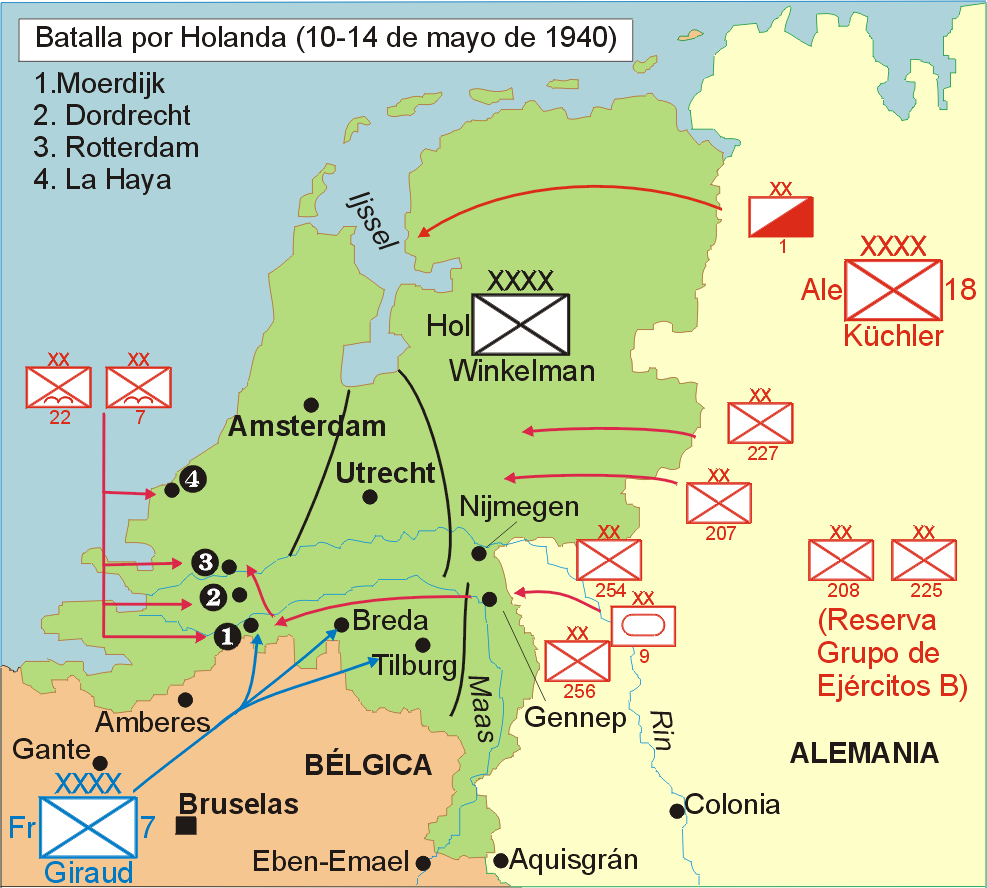
Théâtre des opérations lors de la bataille des Pays-Bas

En août 1939, elle participe à la campagne de Pologne et à la bataille de la Bzura. En octobre de la même année elle est rattachée à la 7e division aérienne et devenant une force aéroportée. Elle participe à bataille des Pays-Bas lors de laquelle elle participe, durant la bataille de La Haye à 3 assauts aéroportés, afin de capturer les aérodromes, sur :
- le 16e régiment d'infanterie est parachuté sur l'aéroport de Waalhaven
- le 47e régiment d'infanterie est parachuté sur l'aéroport de Katwijk-Valkenburg (nl)
- le 65e régiment d'infanterie est parachuté sur l'aéroport d'Ypenburg (nl)

Durant ces 3 assauts, les pertes sont nombreuses.
En juin-juillet 1940, la division est déplacée sur Saint-Quentin puis Anvers pour se reconstituée et reste stationnée dans cette dernière ville jusqu'en décembre ou elle rejoint Magdebourg ou elle reçoit le 22e bataillon de Flak (Fla-Bataillon 22).
En avril 1941, la division est envoyée en Roumanie pour sécuriser les champs pétrolifères de Ploiești. En juin, elle est déplacée dans la région de Jassy pour participer à l'opération Barbarossa. Le 2 juillet, la division franchi la Prut, et atteint à la mi-juillet le Dniestr, au Sud-Est de Mogilev puis en août le Dniepr à Beryslav. Par la suite, la division marche en direction de la mer d'Azov, franchi l'isthme de Perekop en Crimée et participe au début du siège de Sébastopol, avant d'être déplacée pour assurer des tâches de sécurité dans la partie orientale de la péninsule de Crimée.
De janvier à avril 1942, la division est en position autour de Sébastopol et a prend part aux combats pour la reprise de la péninsule de Kertch. En juin, elle prend part à la prise d'assaut de Sébastopol et prend le nom de 22. Infanterie-Division (L. L. motorisiert trop.). Elle est ensuite envoyée en Grèce à Athènes et en Thessalonique, avant d'aller stationner, en novembre en Crète ou elle reste jusqu'en septembre 1944.
En septembre 1944, la division quitte la Crète et est dirigée sur la Macédoine pour y combattre les groupes de Partisans. Elle participe à la libération d'éléments du XXI. Gebirgs-Armeekorps assiégés dans Prijepolje.
En janvier 1945, la division est envoyée dans des opérations contre les partisans de Tito le long de la Drina. Assiégée par les résistants Yougoslave à Zvornik elle parvient à rejoindre la Styrie malgré de lourdes pertes. En mars 1945, 22. Infanterie-Division est renommée 22. Volks-Grenadier-Division

## Ordre de bataille
À l'été 1941, la 22e division d'infanterie présentait l'organigramme suivant :
- 16e régiment d'infanterie
- 47e régiment d'infanterie
- 65e régiment d'infanterie
- 22e régiment d'artillerie
- 22e bataillon de Flak (Fla-Bataillon 22)
- 22e bataillon de chasseurs de chars (Panzerjäger-Abteilung 22)
- 22e bataillon du génie (Pionier-Bataillon 22)
- Unités de reconnaissance (Aufklärungs-Abteilung 22)
- Unités divisionnaires (Divisions-Einheiten 22)

## Chefs de corps
- À la création Generalmajor Wilhelm Keitel
- Au 1er octobre 1935 Generalleutnant Adolf Strauß
- Au 10 novembre 1938 Generalleutnant Hans Graf von Sponeck
- Au 10 octobre 1941 Generalmajor Ludwig Wolff
- Au 1er août 1942 Generalmajor Friedrich-Wilhelm Müller
- Au 28 septembre 1942 Oberst Hans Baethmann
- Au 5 octobre 1942 Generalleutnant Friedrich-Wilhelm Müller
- Au 20 octobre 1943 Oberst Hans Baethmann
- Au 1er février 1944 Generalleutnant Friedrich-Wilhelm Müller
- Au 15 février 1944 Generalmajor Heinrich Kreipe
- Au 1er mai 1944 Generalleutnant Helmut Friebe